# 勒布隆角
66°4′S 66°36′W / 66.067°S 66.600°W
勒布隆角是南極洲的海岬，是比斯科群島的拉瓦錫島北端，由讓-巴蒂斯特·夏古率領的法國探險隊繪入地圖，以諾曼地理學會的主席命名。